# Vuelta al Táchira 1989
La 24ª edición de la Vuelta al Táchira se disputó desde el 17 hasta el 28 de enero de 1989.
Perteneció al calendario de la Federación Venezolana de Ciclismo. El recorrido contó con 10 etapas y 1280 km, transitando por los estados Zulia, Trujillo, Mérida y Táchira.
El ganador fue el colombiano Luis Moreno del equipo Café de Colombia, quien fue escoltado en el podio por José Villamizar y Viacheslav Yekímov.
Las clasificaciones secundarias fueron; Viacheslav Yekímov ganó la clasificación por puntos, José Villamizar la montaña y la clasificación por equipos la ganó Café de Colombia.

## Equipos participantes
Participaron varios equipos conformados por entre 6 y 8 corredores, con equipos de Venezuela, Unión Soviética, Cuba y Colombia.
| - Lotería del Táchira - Lotería del Táchira B - Club Cadafe - Harina Juana - Gobernación de Trujillo - Gobernación de Táchira | - Café de Colombia - Selección de Cuba - Selección de Unión Soviética |

## Etapas
| Etapa   | Fecha       | Recorrido                               | Km  | Ganador            | Lider              |
| Prólogo | 17 de enero | Circuito en Maracaibo                   | 6,4 | Viacheslav Yekímov | Viacheslav Yekímov |
| 1ª      | 18 de enero | Circuito en Maracaibo                   | 117 | Viacheslav Yekímov | Viacheslav Yekímov |
| 2ª      | 19 de enero | Cabimas - Valera                        | 173 | Luis Moreno        | Luis Moreno        |
| 3ª      | 20 de enero | Caja Seca - Tovar                       | 144 | Fernando Correa    | Luis Moreno        |
| 4ª      | 21 de enero | Tovar - Zea - La Grita                  | 137 | José Villamizar    | Luis Moreno        |
| 5ª      | 22 de enero | Circuito en San Cristóbal               | 100 | Roberto Rodríguez  | Luis Moreno        |
| 6ª      | 23 de enero | San Cristóbal - Siberia                 | 156 | Fernando Correa    | Luis Moreno        |
| 7ª      | 24 de enero | San Agatón - Rubio                      | 165 | Leonardo Sierra    | Luis Moreno        |
| 8ª      | 25 de enero | CRI en San Cristóbal                    | 26  | Viacheslav Yekímov | Luis Moreno        |
| 9ª      | 26 de enero | Circuito en San Cristóbal - San Antonio | 121 | Luis Barroso       | Luis Moreno        |
| 10.ª    | 27 de enero | San Antonio - Rubio - San Cristóbal     | 123 | Hernán Buenahora   | Luis Moreno        |

## Clasificaciones

### Clasificación general
| Posición | Ciclista           | Equipo                       | Tiempo |
|          | Luis Moreno        | Café de Colombia             |        |
| 2º       | José Villamizar    | Lotería del Táchira          |        |
| 3º       | Viacheslav Yekímov | Selección de Unión Soviética |        |
| 4º       | Bandera de ?       | Bandera de ?                 |        |
| 5º       | Bandera de ?       | Bandera de ?                 |        |
| 6º       | Bandera de ?       | Bandera de ?                 |        |
| 7º       | Bandera de ?       | Bandera de ?                 |        |
| 8º       | Bandera de ?       | Bandera de ?                 |        |
| 9º       | Bandera de ?       | Bandera de ?                 |        |
| 10º      | Bandera de ?       | Bandera de ?                 |        |

### Clasificación por puntos
| Posición | Ciclista           | Equipo                       | Puntos |
|          | Viacheslav Yekímov | Selección de Unión Soviética |        |
| 2°       | Bandera de ?       | Bandera de ?                 |        |
| 3°       | Bandera de ?       | Bandera de ?                 |        |

### Clasificación de la montaña
| Posición | Ciclista        | Equipo              | Puntos |
|          | José Villamizar | Lotería del Táchira |        |
| 2°       | Bandera de ?    | Bandera de ?        |        |
| 3°       | Bandera de ?    | Bandera de ?        |        |

### Clasificación de los sprints
| Posición | Ciclista     | Equipo       | Puntos |
|          | Bandera de ? | Bandera de ? |        |
| 2°       | Bandera de ? | Bandera de ? |        |
| 3°       | Bandera de ? | Bandera de ? |        |

### Clasificación sub-23
| Posición | Ciclista     | Equipo       | Tiempo |
|          | Bandera de ? | Bandera de ? |        |
| 2°       | Bandera de ? | Bandera de ? |        |
| 3°       | Bandera de ? | Bandera de ? |        |

### Clasificación por equipos
| Posición | Equipo              | Tiempo |
|          | Café de Colombia    |        |
| 2°       | Lotería del Táchira |        |
| 3°       | Bandera de ?        |        |